# Paquebotstempel

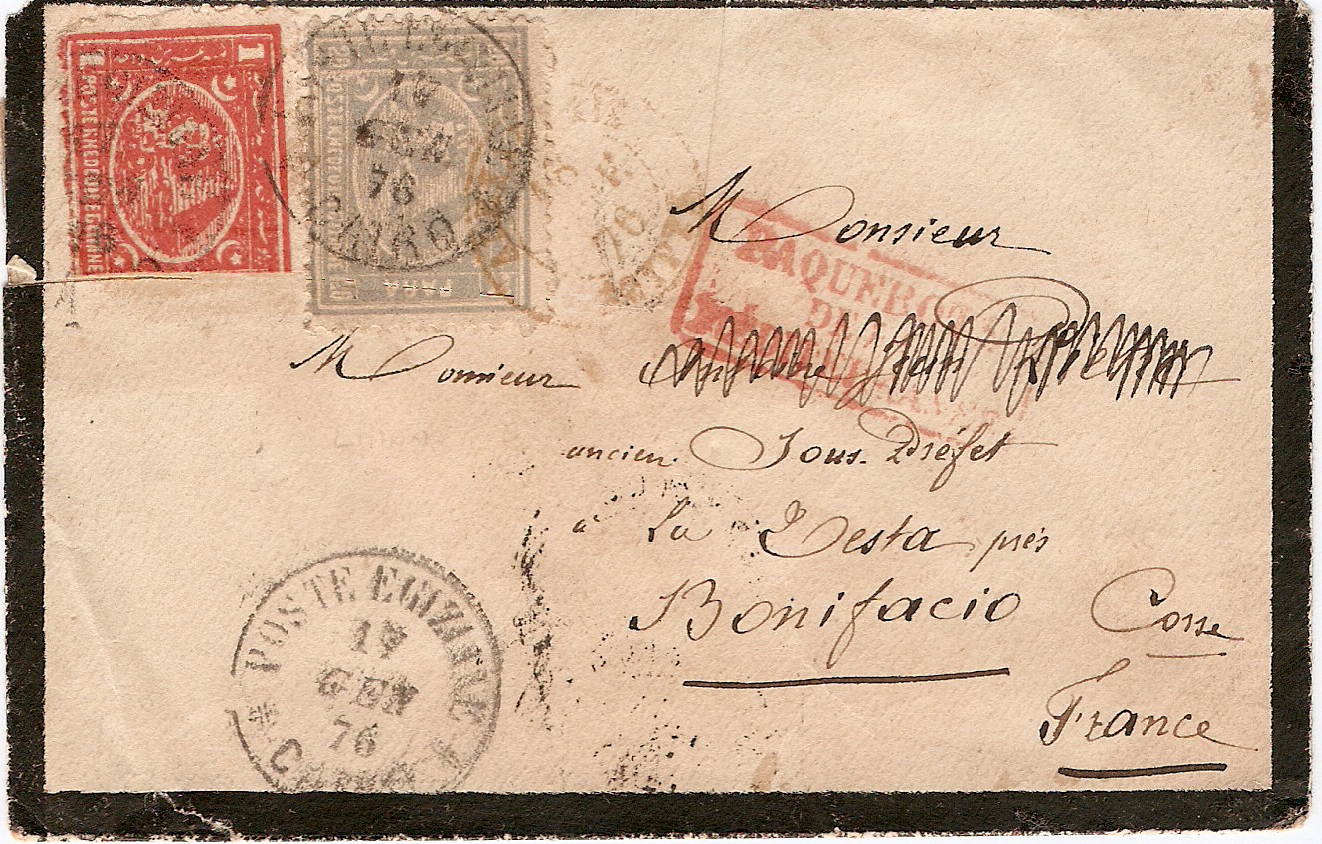
In 1877 vanuit Caïro verzonden brief met paquebotstempel.

Een paquebot-stempel is de afstempeling van postzegels waarin de tekst "paquebot" voorkomt, om aan te geven dat de poststukken aan boord van een oceaanlijner of cruiseschip zijn afgestempeld. Het woord paquebot is een verfransing van het Engelse woord packet boat oftewel pakketboot, een synoniem voor oceaanlijner.
Conform de voorschriften van de Wereldpostunie kan aan boord van een oceaanlijner of cruiseschip post worden gefrankeerd met postzegels van de thuishaven van het schip. Passagiers kunnen de benodigde postzegels aan boord kopen, of desnoods van huis meenemen, het poststuk frankeren en aan boord posten. 
Na vernietiging van de frankering met een paquebotstempel kan de kapitein die post laten afgegeven in de volgende haven waar het schip aanmeert. De nationale posterijen van die havenplaats moet die post aanpakken en verder verwerken (doorzenden). 
Nu kan zich de situatie voordoen dat ergens ver weg een poststuk met bestemming Nederland opduikt terwijl dat poststuk met Nederlandse postzegels is gefrankeerd. Normaliter is zo'n poststuk "verdwaald". Het paquebotstempel geeft een verklaring voor de vreemde route die een poststuk volgt tussen het land van de frankering en het land van adressering.
Op de boot tussen Nederland en Nederlands-Indië werden Indiëgangers geconfronteerd met de complicatie dat de postzegels van Nederlands-Indië op de boot niet frankeergeldig waren. Dat was lastig als je op weg naar Nederland nog restanten had van de postzegels van Nederlands-Indië.